# Mamma Mia! Here We Go Again
Mamma Mia! Here We Go Again er en musikalfilm instrueret af Ol Parker, med manuskript af Parker, Catherine Johnson og Richard Curtis. Filmen er efterfølger til Mamma Mia! fra 2008, som igen var baseret på musikalen med samme navn. I filmen ses blandet andet Meryl Streep, Amanda Seyfried, Lily James, Christine Baranski, Julie Walters, Pierce Brosnan, Colin Firth, Stellan Skarsgård, Dominic Cooper og Cher i rollerne.

## Medvirkende
- Amanda Seyfried som Sophie
- Stellan Skarsgård som Bill
- Meryl Streep som Donna
- Colin Firth som Harry
- Pierce Brosnan som Sam
- Christine Baranski som Tanya
- Dominic Cooper som Sky
- Julie Walters som Rosie
- Cher som Ruby Sheridan
- Lily James som Donna som ung
- Andy Garcia som Fernando